# Potrerillo (Piura)
Potrerillo es un caserío peruano ubicado en el distrito de Las Lomas, perteneciente a la provincia y departamento de Piura, al norte del Perú. 

## Ubicación
Potrerillo se ubica al noreste de la provincia de Piura, en el distrito de Las Lomas, en el departamento de Piura.

## Demografía
En 2017 Potrerillo tenía una población de 318 habitantes.
| Gráfica de evolución demográfica de Potrerillo entre 1993 y 2017             |
|                                                                              |
| Fuentes: Población 1993 (junto con Potrerillo Alto y Potrerillo Bajo) y 2017 |